# Het enge eiland
Het enge eiland is het tweehonderdzesenveertigste stripverhaal uit de reeks van Suske en Wiske. Het is geschreven en getekend door Paul Geerts. Het werd gepubliceerd in De Standaard en Het Nieuwsblad van 10 november 1998 tot en met 1 maart 1999. De eerste uitgave in de Vierkleurenreeks was op 1 december 1999, met albumnummer 262.
Dit was het laatste Suske en Wiske-verhaal dat nog enkel door Geerts uitgevoerd werd (hij maakte nadat hij al met Het enge eiland was begonnen ook nog Jeanne Panne, maar dit laatste verhaal was eerder af). Inmiddels nam Marc Verhaegen al sinds een aantal jaar een deel van de productie van de Suske en Wiske-verhalen voor zijn rekening, vooral het tekenwerk. Niet lang na dit verhaal zou Geerts het stokje helemaal overdragen aan Verhaegen, die op zijn beurt echter slechts een paar jaar later werd ontslagen bij Studio Vandersteen.

## Locaties
- België, Brussel, Oostenrijk, bergmeer met eiland en kasteel, dorp, verhuurbedrijf, chalet

## Personages
- Suske, Wiske, tante Sidonia, Lambik, Jerom, professor Barabas, medewerkster verhuurbedrijf, de Meester (Krimson), Achiel (butler), robots, Cosa Nostra, Camorra, politie

## Uitvindingen
- teletijdmachine, gyronef

## Het verhaal
Terwijl Suske surft op het internet, wil hij nagaan of zijn computer het jaar 2000 wel kan overleven. Als tante Sidonia aan de computer zit, volgt er een crash. Jerom komt langs om te helpen. Lambik komt met een surfplank bij het huis van tante Sidonia en wordt vreemd aangekeken. Jerom ziet een tekst, er wordt een ultimatum gesteld. De beeltenis moet op alle nieuwe munten van de euro staan, anders zullen de computerprogramma’s van de kerncentrales ontregelt worden. Suske belt professor Barabas en hij heeft dezelfde tekst ontvangen en wordt gevraagd zich bij het Europees Parlement te melden. Het bericht is in alle landen van de Europese Gemeenschap verspreid en de regeringen maken zich zorgen. Lambik brengt professor Barabas met een politie-escorte naar Brussel. Als ze terugkomen vertelt professor Barabas dat hij met de teletijdmachine wil uitzoeken van waar het bericht is verzonden, Lambik bedient de teletijdmachine en professor Barabas gaat naar het verleden en traceert het bericht op het moment dat het wordt uitgezonden. Als hij alles heeft uitgevoerd wordt hij per ongeluk naar het Mesozoïcum geflitst en komt terecht tussen een gevecht met plesiosaurussen. Bij de volgende poging komt de professor in de Middeleeuwen terecht, midden in een riddertoernooi. Daarna komt professor Barabas bij Indianen terecht en wordt aan de totempaal vastgebonden, net op tijd kan Suske de professor naar zijn eigen tijd terug flitsen. Lambik wordt gedwongen zijn excuses aan te bieden en professor Barabas kijkt in de atlas om de locatie aan te wijzen van waar het bericht is verzonden. Het is een bergmeer in Oostenrijk. Lambik biedt aan het probleem op te lossen omdat professor Barabas veel te verduren heeft gehad tijdens zijn tijdreizen. De vrienden vliegen met de gyronef naar een kasteel op een eiland in het meer. Ze landen in het dorpje en horen dat er over enkele dagen een groot feest wordt gegeven op het kasteel, er wordt nog personeel gezocht. De vrienden willen een chalet huren en een man hoort Lambik praten over het kasteel. De medewerkster van het verhuurbedrijf vertelt dat de nieuwe eigenaar alles nieuw heeft laten aanleggen, niemand weet wie de eigenaar is.
De man gaat met een bootje naar het kasteel en vertelt zijn Meester dat er vreemdelingen vragen stellen in het dorp. Hij krijgt opdracht met de vrienden af te rekenen. Suske en Wiske worden in het bos beschoten en tante Sidonia wordt in het nauw gedreven. Suske kan de man verslaan en blijkt dan zijn arm nog vast te houden, het blijkt een robot te zijn en de vrienden vragen zich af wat er aan de hand is. ’s Nachts wordt de chalet in brand gestoken en de vrienden kunnen door een onderaardse gang ontsnappen. Ze zien donkere gestaltes rond de brandende chalet en volgen ze naar het meer. Ze zien de mannen op een boot door een deur varen, binnen hoort de man dat de opdracht is uitgevoerd. De volgende ochtend besluiten de vrienden zich als personeel aan te bieden. Ze worden afgehaald en Wiske ontdekt dat de tuinmannen ook robots zijn. De man van het verhuurbedrijf schrikt als hij ziet dat de vrienden nog leven en ontvangt ze dan, hij vertelt dat hij de butler is en ze moeten hem met “overste” aanspreken. Lambik wordt hulpbutler, Suske en Wiske moeten in de bediening en tante Sidonia zal in de keuken werken. Er zal een groot banket voor buitenlandse gasten worden gehouden, na het diner is er een vertrouwelijke zakelijke bespreking. De gasten arriveren en de vrienden merken dat al het andere personeel robot is. Tante Sidonia komt per ongeluk in een enorme taart terecht en de butler is boos omdat ze stiekem bij de vergadering aanwezig zou kunnen zijn. Tante Sidonia heeft een kleine microfoon in de taart verstopt en via een koptelefoon hoort ze wat er wordt gezegd.
De Meester vertelt dat de hele wereld wil weten wat er gebeurt als de computers van 1999 naar 2000 overgaan, zijn Italiaanse vrienden moeten hun regering dwingen de leden van de Cosa Nostra en de Camorra vrij te laten. Als dit niet gebeurt zullen alle kerncentrale’s in Europa ontregelt worden. Frankrijk moet alle eurobiljetten met de Meesters’ beeltenis versieren, anders zal hij de luchtvaart ontregelen. Amerika moet miljarden dollars betalen, anders zal hun ruimtevaartprogramma stilgelegd worden. Japan moet 10% van de opbrengst van zijn economie afstaan, anders zal de effectenbeurs crashen en alle andere landen moeten zich onderwerpen. Er komt een robot binnen en hij valt neer, de butler haalt de robot op en Wiske volgt hem naar de kelder. Ze ziet dat robots opgeladen worden en wordt dan opgesloten, met een elektrisch autootje komt ze bij een onderaardse haven terecht. Ze ziet een miniduikboot en springt in het water, ze kan onder de deuren door zwemmen en wordt door Suske gevonden. Suske heeft de boot gesaboteerd en de gasten vertrekken, de boot komt midden in het meer stil te liggen. Politieboten omsingelen de boot en de butler rent naar zijn Meester. Suske en Wiske gaan naar de ondergrondse ruimte en worden dan ontdekt door de butler. Ze worden voor de Meester gebracht en ontdekken dat het Krimson is. De butler is Achiel en Krimson vertelt zijn plan, maar hoort dan dat zijn handlangers al door de politie zijn ingerekend. Tante Sidonia en Lambik gaan de kinderen zoeken en worden door robots gevonden, met een waterstraal kunnen ze de robots verslaan. Ze komen in de ruimte bij Krimson en zien dat Suske en Wiske zijn vastgebonden, Krimson rent de kamer uit. Er komt water door de deur en Lambik volgt Krimson op zijn miniduikboot, maar als hij onder duikt moet Lambik opgeven. Lambik wordt opgepikt door zijn vrienden en Krimson gaat aan boord van een boot en plakt een valse baard op. Professor Barabas haalt zijn vrienden op, het Europees Parlement heeft hem bericht dat het gevaar geweken is.

## Achtergronden
- Het verhaal speelt in op de wereldwijde angst van dat moment dat alle computers zouden crashen bij de overgang van 1999 naar het jaartal 2000. Dit verschijnsel (dat achteraf nauwelijks enige impact bleek te hebben) was bekend als de Millenniumbug.